# Lamprostola
Lamprostola is een geslacht van vlinders van de familie spinneruilen (Erebidae), uit de onderfamilie Arctiinae.

## Soorten
- L. aglaope Felder, 1875
- L. endochrysis Dognin, 1909
- L. molybdipera Schaus, 1899
- L. nitens Hampson, 1900
- L. olivacea Schaus, 1896
- L. pascuala Schaus, 1896
- L. thermeola Dognin, 1912
- L. unifasciella Strand, 1922